# 田中飛鳥
田中 飛鳥（たなか あすか、1982年5月19日 - ）は、日本の元男子バレーボール選手。

## 来歴
岐阜県高山市出身。中学1年の時にバレーボールをはじめる。早稲田大学を経て、2005年堺ブレイザーズに入団した。
2007年6月に退団し、ジェイテクトSTINGSで1シーズンのプレーを経て、岐阜県高校教員（バレー部顧問）となった。
教員となってからもプレーを継続している。2009年度・2012年度の全日本クラブカップ選手権大会では岐阜クラブを優勝に導き、最優秀選手に選ばれている。また、2012年のぎふ清流国体に出場し、第4位となっている。

## 所属チーム
- 岐阜県立岐阜商業高等学校
- 早稲田大学
- 堺ブレイザーズ（2005-2007年）
- ジェイテクトSTINGS（2007-2008年）